# Gurania robusta
Gurania robusta är en gurkväxtart som beskrevs av Karl Suessenguth. Gurania robusta ingår i släktet Gurania och familjen gurkväxter. Inga underarter finns listade i Catalogue of Life.